# 馬庫斯 (愛荷華州)
馬庫斯（英語：Marcus）是一個位於美國愛荷華州切羅基縣的城市。

## 地理
馬庫斯的座標為42°49′22″N 95°48′18″W / 42.82278°N 95.80500°W，而該地的平均海拔高度為445米（即1460英尺）。

## 人口
根據2010年美國人口普查的數據，馬庫斯的面積為3.99平方千米，當中陸地面積為3.99平方千米，而水域面積為0.00平方千米。當地共有人口1117人，而人口密度為每平方千米279人。